# Яблунецька селищна рада
Яблунецька се́лищна ра́да — колишня адміністративно-територіальна одиниця та орган місцевого самоврядування в Ємільчинському районі Житомирської області УРСР та України. Адміністративний центр — селище міського типу Яблунець.

## Загальні відомості
- Територія ради: 14,308 км²
- Населення ради: 1 151 особа (станом на 1 листопада 2012 року)

## Населені пункти
Селищній раді були підпорядковані населені пункти:
- смт Яблунець

## Населення
Відповідно до результатів перепису населення СРСР, кількість населення ради, станом на 12 січня 1989 року, становила 1 507 осіб.
Станом на 5 грудня 2001 року, відповідно до перепису населення України, кількість мешканців селищної ради становила 1 362 особи.

## Склад ради
Рада складалась з 16 депутатів та голови.
- Голова ради: Зінченко Олександр Юрійович
- Секретар ради: Яценко Оксана Вікторівна

### Керівний склад попередніх скликань
| Прізвище, ім'я, по батькові | Основні відомості                                                              | Дата обрання | Дата звільнення |
| --------------------------- | ------------------------------------------------------------------------------ | ------------ | --------------- |
| Ігнатюк Микола Іванович     | Селищний голова, 1951 року народження, освіта середня спеціальна, безпартійний | 26.03.2006   | 31.10.2010      |
| Ігнатюк Микола Іванович     | Селищний голова, 1951 року народження, освіта середня спеціальна, безпартійний | 31.10.2010   | 28.04.2014      |
| Зінченко Олександр Юрійович | Селищний голова, 1990 року народження, освіта вища, безпартійний               | 26.10.2014   |                 |

Примітка: таблиця складена за даними сайту Верховної Ради України

### Депутати
За результатами місцевих виборів 2010 року депутатами ради стали:

#### За суб'єктами висування
| Суб'єкт висування | Кількість обраних депутатів | %   |
| ----------------- | --------------------------- | --- |
| Самовисування     | 16                          | 100 |

#### За округами
| № округу | Прізвище, ім'я, по батькові   | Дата визнання обраним | Освіта             | Партійна приналежність | Відомості про обраного депутата                                       |
| -------- | ----------------------------- | --------------------- | ------------------ | ---------------------- | --------------------------------------------------------------------- |
| 1        | Гордієнко Ольга Володимирівна | 03.11.2010            | середня спеціальна | позапартійна           | Коростенська дистанція, квитковий касир ст. Яблунець                  |
| 2        | Харченко Оксана Василівна     | 09.01.2011            | вища               | позапартійна           | Яблунецька загальноосвітня школа, вчитель                             |
| 3        | Савицька Наталія Іванівна     | 03.11.2010            | середня спеціальна | позапартійна           | Яблунецька ветеринарна дільнична лікарня, санітар                     |
| 4        | Яроменко Олена Михайлівна     | 03.11.2010            | середня            | позапартійна           | тимчасово не працює                                                   |
| 5        | Зінченко Світлана Миколаївна  | 03.11.2010            | середня спеціальна | позапартійна           | тимчасово не працює                                                   |
| 6        | Фатич Іван Михайлович         | 03.11.2010            | середня            | позапартійний          | смт. Яблунець, священик                                               |
| 7        | Миколаєнко Олег Іванович      | 03.11.2010            | вища               | позапартійний          | Яблунецька загальноосвітня школа І-ІІІ ст., вчитель біології          |
| 8        | Пархоменко Ганна Петрівна     | 03.11.2010            | середня спеціальна | позапартійна           | Яблунецька ібліотека, бібліотекар                                     |
| 9        | Адамович Вадим Миколайович    | 03.11.2010            | середня спеціальна | позапартійний          | Яблунецька загальноосвітня школа І-ІІІ ст., вчитель фізичної культури |
| 10       | Яковенко Надія Миколаївна     | 03.11.2010            | середня            | позапартійна           | Завод"Рейнфорд", зливник молока                                       |
| 11       | Зелінська Лілія Петрівна      | 03.11.2010            | вища               | позапартійна           | Рясненська загальноосвітня школа І-ІІ ст., заступник директора        |
| 12       | Третяк Ірина Анатоліївна      | 03.11.2010            | середня спеціальна | позапартійна           | підприємець, продавець                                                |
| 13       | Носон Галина Миколаївна       | 03.11.2010            | середня спеціальна | позапартійна           | Яблунецька лікарська амбулаторія, фельдшер                            |
| 14       | Сіткевич Галина Іванівна      | 03.11.2010            | середня спеціальна | позапартійна           | Яблунецька лікарська амбулаторія, дільнична медсестра                 |
| 15       | Кур'ята Раїса Юріївна         | 03.11.2010            | вища               | позапартійна           | Яблунецький дошкільний навчальний заклад «Барвінок», завідувач        |
| 16       | Яценко Оксана Вікторівна      | 03.11.2010            | вища               | позапартійна           | Яблунецька селищнарада, секретар                                      |

## Історія
Селищну раду було утворено 28 грудня 1977 року в смт Яблунець Ємільчинського району.
Виключена з облікових даних 17 липня 2020 року. Територію та населені пункти ради, відповідно до розпорядження Кабінету Міністрів України № 711-р від 12 червня 2020 року «Про визначення адміністративних центрів та затвердження територій територіальних громад Житомирської області», включено до складу Барашівської сільської територіальної громади Новоград-Волинського (згодом — Звягельський) району Житомирської області.